# PassCode
PassCode ist eine 2013 gegründete Alternative Idol-Gruppe aus Osaka.

## Geschichte
Die 2013 in Osaka gegründete Gruppe PassCode besteht aus den vier Sängerinnen Nao Minami, Kaede Takashima, Yuna Imada und Hinako Ogami, die von einer Begleitband unterstützt werden.
Nachdem die Band ihre ersten Werke noch bei kleineren Labels veröffentlicht haben, nahm Universal Music Japan die Band unter Vertrag und veröffentlichten 2017 ihr zweites Album Zenith über dem Label. Im Jahr 2018 unterschrieb die Band einen Plattenvertrag bei JPU Records, die noch im Oktober gleichen Jahres mit Ex Libris ein Best-of-Album exklusiv in Europa veröffentlichten.
Das Lied All or Nothing (jap.: Ichi ka Bachi ka) dient als Vorspannlied zur zweiten Staffel der Live-Action-Version von Kakegurui, sowie dessen Live-Action-Film. Die Single Starry Sky verkaufte sich rund 70.000 innerhalb der ersten Verkaufswoche, sodass die Gruppe erstmals Platz eins der japanischen Singlecharts erreichen konnte.
Am 3. August 2021 gab die Band über ihren offiziellen Twitter-Account bekannt, dass Yuna Imada aus gesundheitlichen Gründen die Band verlassen werde. Emily Arima (ehemalige Ladybaby Sängerin) wurde am 22. August 2021 als Nachfolgerin für Yuna bekannt gegeben.

## Stil
Die Musik von PassCode kann im Großen und Ganzen als Alternative Idol beschrieben werden. Hinzu kommen, neben dem Klargesang von Nao Minami, Kaede Takashima und Hinako Ogami, auch der Einsatz von Screamings, die von Emily Arima übernommen werden. Der Gesang wird dabei durch den Einsatz von Autotune etwas verfremdet. Dabei mischt die Band auf musikalischer Ebene verschiedenste Musikrichtungen wie Metalcore, EDM und J-Pop miteinander. Vorgetragen werden die Lieder überwiegend in japanischer Sprache mit kleinen englischen Passagen.

## Diskografie

### Alben
- 2014: All Is Vanity
- 2016: Virtual (Universal Music Japan)
- 2018: Locus (Kompilation, Universal Music Japan)
- 2018: Ex Libris (Kompilation, exklusiver Europa-Release, JPU Records)
- 2019: Clarity (Universal Music Japan, JPU Records)
- 2020: Strive (Universal Music Japan)

### Livealben
- 2018: Passcode 2016-2018 Live Unlimited

### Kompilationen
- 2018: Locus
- 2018: Ex Libris Passcode
- 2021: Passcode the Best -Link-

### EPs
- 2022: Reverberate EP.
- 2023: Groundswell EP.

### Singles
- 2014: Nextage
- 2015: Now I Know
- 2015: Never Sleep Again
- 2016: Miss Unlimited
- 2017: Bite the Bullet
- 2018: Ray
- 2018: Tonight / Taking You Out (Split-Single)
- 2019: Atlas (Single/EP)
- 2020: Starry Sky (Single/EP)
- 2021: Freely / Flavor of Blue

### Videoalben
- 2015: All Is Vanity (We-B Studios)
- 2016: Trial of PassCode (We-B Studios)
- 2018: Passcode 2016-2018 Live Unlimited Premium Box (Universal Music Japan)
- 2018: Passcode Miss Unlimited Tour 2016 at Studio Coast (Universal Music Japan)
- 2018: Passcode Zenith Tour 2017 Final Series at Tsutaya O-East (Universal Music Japan)
- 2018: Passcode Presents Versus Passcode 2018 at Bigcat (Universal Music Japan)
- 2019: Passcode Taking You Out Tonight! Tour 2018 Final at Zepp DiverCity Tokyo (mit Tourdokumentation, Universal Music Japan)
- 2019: PassCode Zepp Tour 2019 at Zepp Osaka Bayside (Universal Music Japan)
- 2020: Passcode Clarity Plus Tour 19-20 Final at Studio Coast (Universal Music Japan)
- 2020: Passcode Starry Tour 2020 Final at KT Zepp Yokohama (Universal Music Japan)
- 2021: Passcode "Strive for Budokon Tour 2021 at Toyosu Pit (Universal Music Japan)
- 2021: Passcode Zepp Tour 2021 at Haneda (Universal Music Japan)
- 2022: Passcode Nippon Budokan 2022 (Universal Music Japan)